# 高木里代子
高木 里代子（たかぎ りよこ、1984年9月20日 ）は、日本のジャズ・ピアニスト。

## 経歴
東京都出身。4歳からピアノを始めヤマハにてクラシック・ピアノと作曲を学ぶ。慶應義塾大学在学中から都内ジャズ・クラブ、ライブハウスなどでの活動を本格化させる。 
2007年、慶應義塾大学環境情報学部卒業。
2008年、クラブ系ハウスユニットInner City Jam Orchestraのキーボーディストとしても活動開始。
2014年、ダイナースクラブ主催の動画コンテストで人気投票1位を獲得。ブルーノートへ出演。リー・リトナー他と共演。 
2014年6月、リー・リトナーが主催するコンペティション、シックス・ストリング・セオリーへ挑戦権を得て挑み、ピアノ部門世界第4位入賞。 
2014年9月、モントルー・ジャズ・フェスティバル・ジャパンコンペに参加、セミファイナル進出。
2015年、初ソロコンサートのハイレゾ録音がe-onkyo musicからアルバム『Salone』として配信直後、総合アルバムチャート第1位を獲得。9月6日、第14回「東京JAZZ」の地上広場に2日間出演。その際のパフォーマンスが話題となり、各スポーツ新聞等で取り上げられる。9月8日付Yahoo!JAPANの検索急上昇ワード1位。11月、avex traxより配信ミニ・アルバム『THE INTRO!高木里代子』 をリリース。iTunesジャズチャート1位、総合チャート11位にランクイン。 
2016年、avex traxよりメジャー・デビュー・アルバム『THE DEBUT!』を発売。オリコンチャート初登場37位を記録。
2017年2月、JAZZ JAPAN AWARD ニュースター部門賞を受賞。 
2017年4月、2作目のアルバム『Dream of You 〜SaloneII』発売。 
2018年1月、ジャズ生誕100周年を記念したヤマハ主催イベント「ジャズの黄金時代」でのソロライブ映像を収録したDVD「Live Lab」が Amazonのジャズフュージョン部門1位記録。5月、初のイメージDVD『Rose Dream』を発売。自身で一部BGMやテーマ曲も手がけ、Amazon他各サイトのランキング上位にランクイン。秋葉原ソフマップでのリリースイベントにも出演。 
2019年9月、初のスタジオ録音でのピアノソロCD『Resonance』を発売。ストレートアヘッドなジャズピアノを紡ぐ新たな音楽性を示す一作となった。
2021年2月、オーセンティックなJAZZに取り組む新たなトリオでの丸の内コットンクラブ公演「NEXE STAGE」は満席となり、4月に追加公演を行った。11月、初のピアノトリオでのジャズ・アルバム『Celebrity Standards』を発売。予約開始直後からAmazon、タワーレコード、ディスクユニオンの各ジャズチャート1位を獲得。
2022年1月、黒谷友香主演の舞台「あの子より、私。」に作曲・ピアノ演奏で出演。前作『Celebrity Standards』に続く第二弾ピアノトリオアルバム『Jewelry Box』をリリース。予約開始直後からAmazon、タワーレコード、ディスクユニオンの各ジャズチャート1位を獲得。

## 人物
- 身長は157cm[23]。
- 家族は全員慶應義塾大学出身[24]。
- 姉は写真家の大村祐里子[25]。高木のアルバム『THE DEBUT!』『Salone』『Dream of You 〜SaloneⅡ』『Resonance』『Celebrity Standards』『Jewelry Box』、ジャズ紙「JAZZ JAPAN vol.138」の表紙の高木里代子の写真は大村祐里子による撮影[26]。

## ディスコグラフィ

### アルバム
1. After Tears（2009年、HALレコード）
2. RYUDO（2009年、ダイキサウンド）
3. キュア☆ジャズ（2012年、JVC）
4. 暴走JAZZ弐 ピアノバージョン（2013年、Insense Music Works）
5. SALONE（2015年、HD Impression）
6. THE DEBUT!（2016年、avex trax）
7. Deam of You 〜Salone II（2017年、HD Impression）
8. Resonance（2019年、HD Impression）
9. Celebrity Standards（2021年、Steelpan Records）
10. Jewelry Box（2022年、Steelpan Records）
11. The Piano Story（2023年4月26日、Steelpan Records）
12. Midnight in Blue（2023年10月11日、Steelpan Records）
13. One Another Day（2024年9月25日、Steelpan Records）
14. The Moments（2024年12月11日、Steelpan Records）

### ミニ・アルバム
1. THE INTRO! 高木里代子（2015年、avex trax、配信限定）
2. THE WINTER! 高木里代子（2015年、avex trax、配信限定）

### DVD
- DVD「Live lab」（2018年、アトス・インターナショナル）
  - 2018年秋、ジャズ生誕100周年を記念したヤマハ主催イベント「ジャズの黄金時代」でのソロライブの映像を収録。
- Rose Dream（2018年、イーネット・フロンティア）[27][28]
  - 全編グラビア色の強い構成で収録された107分。

## 出演

### 現在
- 渋谷クロスFM「高木里代子のSOUND NOVA」（2017年11月 - ） - 毎月第三月曜放送

### 過去
- TBSテレビ
  - 「アリよりのアリ〜理想の男女をビジュアル化〜」（2016年3月3日）[29]
  - 「有田哲平の夢なら醒めないで」（2018年10月31日）[30]
  - 「THE TIME, 」「THE TIME’」 - ピアノ演奏
    - 月曜日（2022年1月10日 - 2022年9月26日）
    - 月・木曜日（2022年10月3日 - 2024年12月19日）[31]
- 日本テレビ
  - 「スッキリ」（2015年10月9日）[32]
  - 「有吉反省会」（2015年11月7日）[33]
  - 「北風と太陽の法廷」（2017年3月17日） - ピアノ講師 役[34]
  - 「笑神様は真夜中に・・・」（2016年1月1日）
- テレビ朝日
  - 「くりぃむVS林修!クイズサバイバー」（2015年12月29日）[35]
  - 「中居正広のミになる図書館」（2016年1月5日）[36]
  - 「関ジャニ∞のTheモーツァルト 音楽王No.1決定戦」（2016年9月30日）[37]
- フジテレビ
  - 「ネプリーグ」（2015年11月16日）[38]
  - 「アフロの変」（2015年12月10日）[36]
  - 「魁!音楽の時間」（2015年12月13日）[36]
  - 「バディーズ」（2016年8月25日）[36]
- 関西テレビ「ミュージャック」（2016年1月23日）
- CBCテレビ「本能Z」（2016年4月23日）
- NHK「バナナ♪ゼロミュージック」（2016年5月14日、2017年1月7日）[39]
- 読売テレビ「マヨなか笑人」（2016年7月2日）
- 東海テレビ「千原ジュニアのヘベレケ」（2016年7月15日）[40]
- テレビ大阪「わざわざ言うテレビ」（2016年9月20日）[41]
- TOKYO MX「バラいろダンディ」（2019年2月12日）[42]
- テレビ東京「二軒目どうする?〜ツマミのハナシ〜」（2021年4月11日）[43]
- BeeTV「オンナの噂研究所」